# Rock Point
Rock Point – jednostka osadnicza w Stanach Zjednoczonych, w stanie Arizona, w hrabstwie Apache.